# Kanton Jarville-la-Malgrange
Jarville-la-Malgrange is een kanton van het Franse departement Meurthe-et-Moselle. Het kanton maakt deel uit van het arrondissement Nancy.

## Geschiedenis
Op 22 maart 2015 werd het kanton Saint-Nicolas-de-Port opgeheven en werden de gemeenten Azelot, Burthecourt-aux-Chênes, Coyviller, Lupcourt, Manoncourt-en-Vermois, Saint-Nicolas-de-Port en Ville-en-Vermois opgenomen in het kanton Jarville-la-Malgrange, net als de gemeente Fléville-devant-Nancy van het op die dag eveneens opgeheven kanton Tomblaine. Het aantal gemeenten in het kanton nam daardoor toe van 4 tot 12.

## Gemeenten
Het kanton Jarville-la-Malgrange omvat de volgende gemeenten:
- Azelot
- Burthecourt-aux-Chênes
- Coyviller
- Fléville-devant-Nancy
- Heillecourt
- Houdemont
- Jarville-la-Malgrange (hoofdplaats)
- Ludres
- Lupcourt
- Manoncourt-en-Vermois
- Saint-Nicolas-de-Port
- Ville-en-Vermois